# Villeneuve (Gironda)
 Villeneuve  es una población y comuna francesa del departamento de Gironda en la región de Nueva Aquitania.

## Demografía
| 365 | 377 | 377 | 372 | 314 | 364 | 397 |
| Para los censos de 1962 a 1999 la población legal corresponde a la población sin duplicidades (Fuente: INSEE [Consultar]) |     |     |     |     |     |     |